# Chtenopteryx
Chtenopteryx (Appellöf, 1890) è un genere di molluschi cefalopodi, unico appartenente alla famiglia Chtenopterygidae Grimpe, 1922.

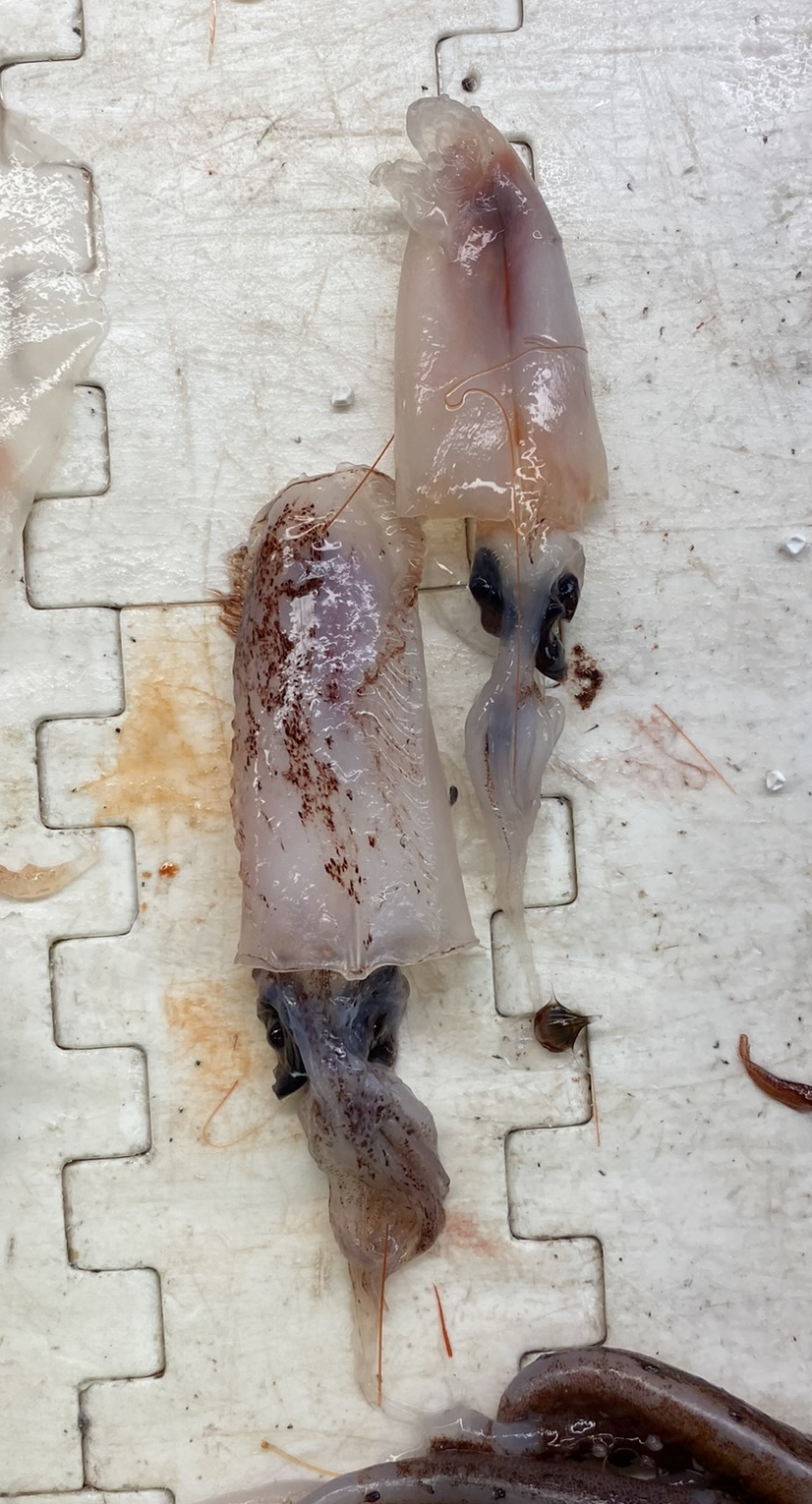
Esemplari appena catturati di C. sicula

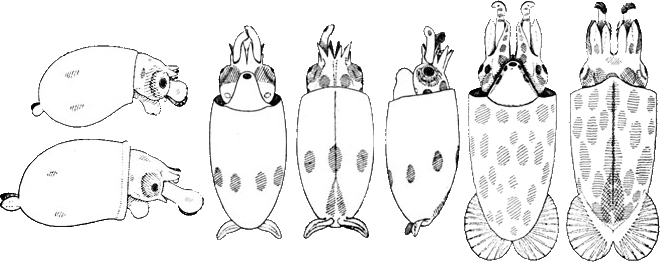
Evoluzione ontogenetica delle paralarve di C. sicula

## Distribuzione e habitat
Il genere ha distribuzione circumglobale nelle acque tropicali e subtropicali. C. sicula è presente nel mar Mediterraneo dove sono stati catturati i tipi. Sono animali meso e batipelagici che vivono a profondità di 500-1000 metri durante il giorno per spostarsi nei primi 200 metri d'acqua durante le ore notturne seguendo un pattern noto come migrazione nictemerale.

## Descrizione
La caratteristica più evidente di questo genere sono le pinne che sono ampie e lunghe quanto tutto il mantello, fuse all'estremità; hanno delle fasce muscolari trasverse dall'aspetto di raggi simili a quelli delle pinne dei pesci che sono uniti da una membrana. Nei giovani e nelle paralarve le pinne sono molto più corte che nell'adulto. Il mantello ha la punta posteriore larga ed arrotondata. I tentacoli e le clave tentacolari sono sottili. I maschi sono privi di ectocotile ma possiedono un grande fotoforo dorsale probabilmente impiegato nel corteggiamento.
La taglia massima non supera i 10 cm.

## Biologia
Si sa pochissimo sulla biologia di questi cefalopodi.

### Predatori
Tra i predatori sono citati Alepisaurus, alalunghe, lampughe e varie specie di Stomiiformes.

## Tassonomia
La tassonomia del genere è incerta anche perché, tranne che C. sicula, le specie sono note per pochissimi individui. Si ritiene che vi siano diverse specie non ancora descritte.